# John Wrottesley, 2. Baron Wrottesley

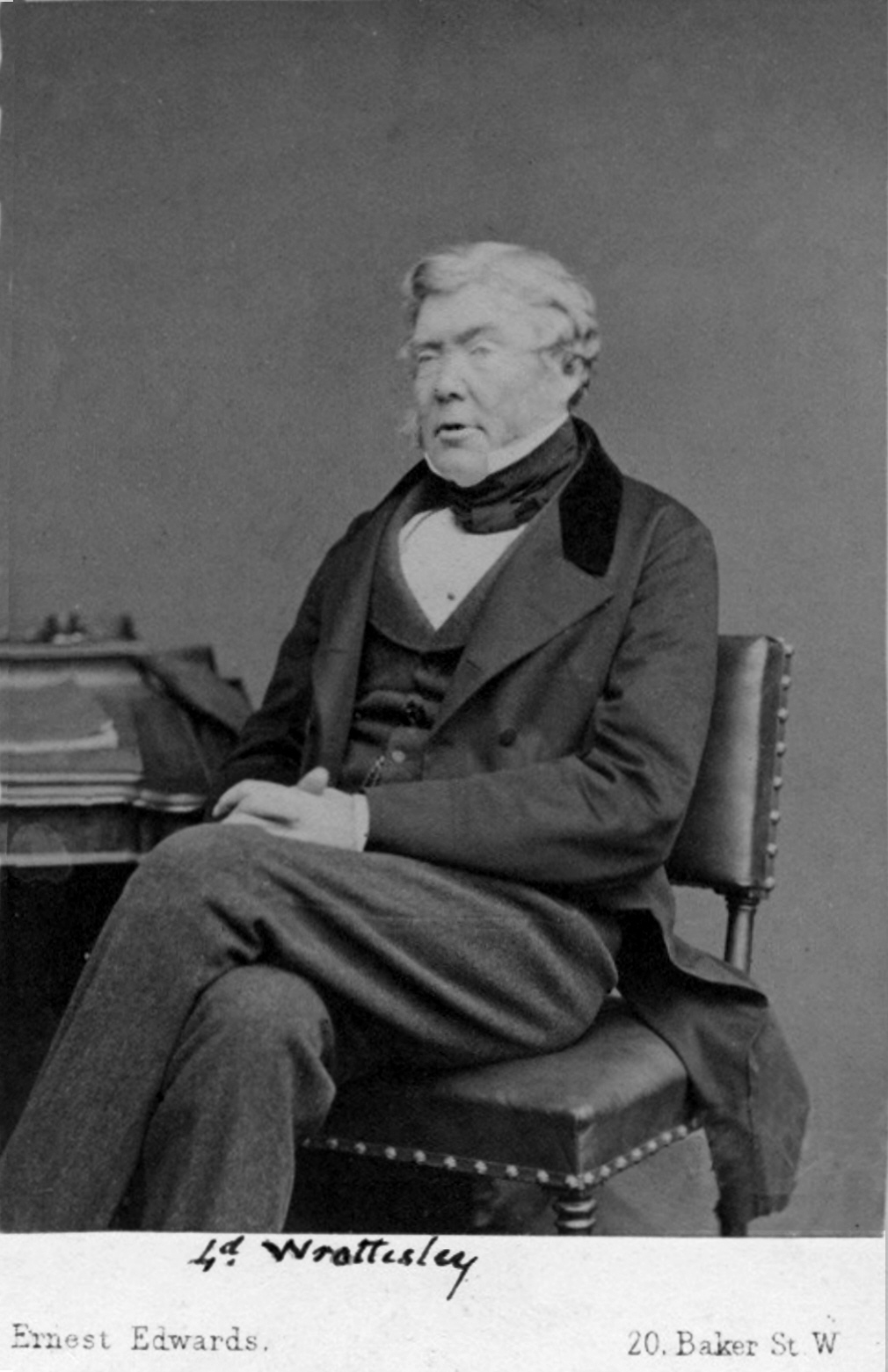
John Wrottesley

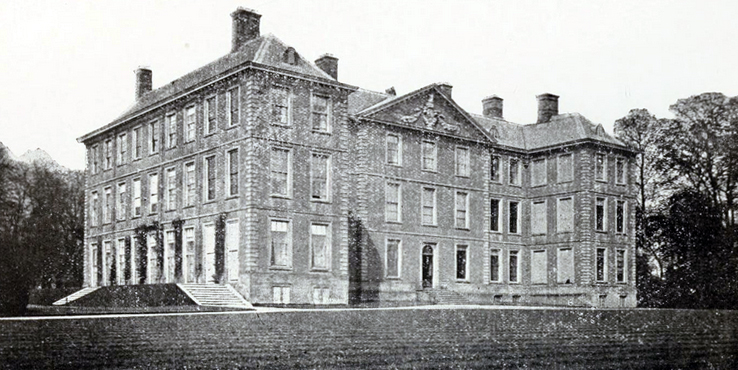
Der Familiensitz Wrottesley Hall

John Wrottesley, 2. Baron Wrottesley (* 5. August 1798 in Wrottesley Hall nahe Wolverhampton; † 27. Oktober 1867 ebenda) war ein englischer Astronom.

## Leben
John Wrottesley wurde am 5. August 1798 als ältester Sohn von John Wrottesley, 1. Baron Wrottesley und dessen Frau Lady Caroline Bennet auf dem Familiensitz Wrottesley Hall in der Grafschaft Staffordshire, nordwestlich von Wolverhampton, Richtung Albrighton, geboren. Er besuchte ab 1810 die Westminster School und immatrikulierte sich 1816 am Christ Church College in Oxford, wo er 1819 einen Bachelor-Abschluss und 1823 einen Master-Abschluss in Mathematik erhielt. 1819 trat er der Anwaltskammer Lincoln’s Inn bei und praktizierte ab 1923 als Anwalt in London.
Seinem Interesse an Astronomie folgend, begann er 1829 im Londoner Stadtteil Blackheath ein Observatorium zu errichten, in dem er nach Fertigstellung, zwei Jahre später, mit einem Transitinstrument systematische Beobachtungen aufnahm. Er wählte die Sterne sechster und siebter Größenklasse eines Sternenkatalogs der Astronomical Society und vermaß die Rektaszension dieser 1318 Sterne mit dem Ziel, Eigenbewegungen zu entdecken. Der daraus entstandene, auf 12.007 Einzelbeobachtungen beruhende und 1835 der Astronomical Society vorgestellte Katalog war ein großer Erfolg für Wrottesley und wurde 1838 in den Memoirs der Gesellschaft veröffentlicht. Friedrich Wilhelm August Argelander deckte zwar ein paar Schwächen des Katalogs auf wie die unzureichende Berücksichtigung der Erdpräzession oder die Vernachlässigung der Temperatureffekte auf die Messungen, beurteilte ihn aber insgesamt positiv und konnte gefundene Eigenbewegungen bestätigen. 1839 erhielt er dafür die Goldmedaille der Royal Astronomical Society.
1841 starb sein Vater und Wrottesley folgte ihm als 2. Baron Wrottesley, weshalb er aus London wieder in seine Heimat zurückkehrte. Sein Observatorium in Blackheath gab er auf und errichtete ein neues in der unmittelbarer Nähe seines Wohnsitzes. Dieses Observatorium ist heute ebenfalls nicht mehr erhalten, nähere Einzelheiten finden sich im unten zitierten Aufsatz „Lord John, 2nd Baron Wrottesley and the Wrottesley Hall Observatory“. Hier konzentrierten sich seine Beobachtungen auf Doppelsterne aus einer auf John Herschel zurückgehenden Liste. Insbesondere die periodische Beobachtung optischer Doppelsterne versprach die Ermittlung von Parallaxen, wenn einer der beteiligten Sterne der Erde sehr viel näher steht als der andere. Er kam zwar zu keinen abschließenden Ergebnissen, empfahl aber die weitere Beobachtung zweier Doppelsterne.
Wrottesley arbeitete auch über den Einsatz der Wahrscheinlichkeitstheorie in Bezug auf Mittelungen astronomischer Beobachtungen und setzte seine Arbeit über Doppelsterne fort. 1861 erschien sein Katalog mit Positionen und Abständen von 398 Doppelsternen.
1968, gut hundert Jahre nach Wrottesleys Tod, beurteilte der naturwissenschaftlich orientierte Pädagoge David Layton Wrotteleys astronomische Arbeit als durchschnittlich, er habe keine Beiträge zur konzeptionellen Struktur der Astronomie geleistet. Stattdessen stellte er seine Vorreiterrolle in der Frage zur Mehrung und Verbreitung der Naturwissenschaften und ihre Beziehung zum Staat heraus.
Dazu korrespondierte Wrottesley mit mehreren Wissenschaftlern, darunter William Grove, Charles Lyell, John Herschel, Michael Faraday, George Airy und Edward Sabine und legte 1855 einen Regierungsbericht des Parlamentskomitees der British Association for the Advancement of Science vor. Darin ging es um die Verbreitung naturwissenschaftlicher Kenntnisse, um mögliche Anreize für Studenten, sich solche Kenntnisse anzueignen und nach der Ausbildung sinnvoll umzusetzen, und um staatliche Maßnahmen, den gebührenden Einfluss von Wissenschaft auf Entscheidungsprozesse zu organisieren. Auch wenn sich daraus keine direkten Umsetzungen ableiteten, so beeinflusste Wrottesley Arbeit doch die kommenden Jahre.
Wrottesley war in vielen wissenschaftlichen Gesellschaften tätig. Er war Gründungsmitglied der Royal Astronomical Society und zeitweise ihr Präsident, er war Mitglied und ebenfalls zeitweise Präsident der British Association for the Advancement of Science und der Royal Society und er leistete Beiträge zu den Publikationen der Society for the Diffusion of Useful Knowledge.
Am 28. Juli 1821 heiratete er Sophia Elizabeth Gifford, aus der Ehe gingen fünf Söhne und zwei Töchter hervor. John Wrottesley starb am 27. Oktober 1867 auf seinem Wohnsitz im Alter von 69 Jahren.

## Ehrungen
- Am 8. Februar 1839 wurde John Wrottesley mit der Goldmedaille der Royal Astronomical Society ausgezeichnet.[10]
- Von 1841 bis 1843 war er Präsident der Royal Astronomical Society.[1]
- Von 1854 bis 1858 John Wrottesley Präsident der Royal Society.[11]
- 1860 war er Präsident der British Association for the Advancement of Science.[1]
- Im Jahre 1935 benannte die Internationale Astronomische Union den Mondkrater Wrottesley offiziell nach John Wrottesley.[12]